# Римська облогова техніка
Римська облогова техніка — це сукупність інженерних споруд, машин і тактик, які використовувалися римською армією для облоги фортець і міст у період з 8 століття до н.е. до 5 століття н.е. Ці технології відіграли ключову роль у розширенні Римської імперії, дозволяючи долати укріплення ворогів, зокрема під час Пунічних війн, Галльських війн та численних громадянських конфліктів. Римська облогова техніка поєднувала інноваційні інженерні рішення, запозичені від греків і етрусків, із власними вдосконаленнями, що забезпечувало високу ефективність.

## Історія розвитку
Римська облогова техніка почала формуватися в ранній період існування Риму, коли місто вело війни з сусідніми народами, такими як етруски та латини. Вплив грецької інженерії, зокрема через контакти з Великою Грецією, сприяв адаптації таких машин, як баліста та онагр. У 4–3 століттях до н.е. римляни почали систематично використовувати облогові вежі та тарани, що стало вирішальним під час Першої Пунічної війни (264–241 до н.е.).
У період пізньої Республіки та ранньої Імперії (2 століття до н.е. – 2 століття н.е.) римська армія вдосконалила техніку завдяки інженерам, таким як Вітрувій, який описав конструкції облогових машин у своєму трактаті Десять книг про архітектуру. Під час облоги Алесії (52 до н.е.) Гай Юлій Цезар використав складну систему валів, ровів і облогових веж, що стало прикладом інженерного генія римлян.

## Основні види техніки
Римська облогова техніка включала різноманітні машини та споруди, кожна з яких мала своє призначення:
- Баліста: Машина для метання каменів або стріл. Використовувалася для руйнування стін або ураження живої сили ворога[3].
- Онагр: Одноплечий торсіонний пристрій, що метав важкі камені. Ефективний проти укріплень[4].
- Скорпіон: Легша версія балісти, призначена для точкового ураження піхоти[4].
- Таран: Масивна балка для руйнування воріт або стін. Часто встановлювався під навісом для захисту воїнів[5].
- Облогова вежа: Висока рухома конструкція для розміщення лучників і штурмових груп. Використовувалася для подолання стін[6].

Ці пристрої доповнювалися інженерними спорудами, такими як вали, рови та підкопи, що ускладнювали захист фортець.

## Тактика застосування
Римляни використовували облогову техніку в поєднанні з тактичними маневрами. Наприклад, під час облоги Масада (73–74 н.е.) римська армія під керівництвом Флавія Сільви побудувала гігантський земляний вал, щоб підняти облогову вежу до рівня фортеці. Іншим прикладом є облога Єрусалима в 70 н.е., де Тит застосував балісти та тарани для руйнування стін Храму.
Римляни також використовували психологічний тиск, демонструючи ворогу міць своїх машин, що часто змушувало міста здаватися без бою. Крім того, римські інженери вміли швидко адаптувати техніку до місцевих умов, наприклад, будуючи понтонні мости для переправ або тимчасові укріплення.